# Diócesis de Merlo-Moreno
La diócesis de Merlo-Moreno (en latín: Dioecesis Merlensis-Morenensis) es una circunscripción eclesiástica de la Iglesia católica en Argentina. Se trata de una diócesis latina, sufragánea de la arquidiócesis de Mercedes-Luján. Desde el 20 de octubre de 2022 su obispo es Juan José Chaparro Stivanello, de los Misioneros Hijos del Inmaculado Corazón de María.

## Territorio y organización
La diócesis tiene 356 km² y extiende su jurisdicción sobre los fieles católicos de rito latino residentes en la provincia de Buenos Aires en los partidos de Merlo y de Moreno.
La sede de la diócesis se encuentra en la ciudad de Moreno, en donde se halla la Catedral de Nuestra Señora del Rosario.
En 2021 en la diócesis existían 42 parroquias (5 cuasiparroquias o vicarías) agrupadas en 5 decanatos:
Decanato Merlo Centro
- María Auxiliadora (en Merlo)
- Nuestra Señora de la Merced (en Merlo)
- Nuestra Señora del Carmen (en Merlo)
- Nuestra Señora de la Medalla Milagrosa (en Merlo Norte)
- Inmaculada Concepción del Camino (en Merlo Norte)
- San Antonio de Padua (en San Antonio de Padua)
- San Francisco de Asís (en San Antonio de Padua)
- San Pío X (en San Antonio de Padua)

Decanato Parque San Martín-Mariano Acosta
- Patrocinio de San José (en Parque San Martín)
- Nuestra Señora de Fátima (en Parque San Martín)[3]
- Cristo Salvador (en Parque San Martín)[4]
- Nuestra Señora de Lourdes (en Mariano Acosta)
- San José Obrero (en Mariano Acosta)
- San Pablo (en Agustín Ferrari de Mariano Acosta)
- Nuestra Señora de Itatí (en Merlo)
- Nuestra Señora de Pompeya (en Merlo)
- San Francisco Solano (en Merlo)
- Jesús Servidor (en Parque San Martín)[5]
- CuasiParroquia Santo Cura Brochero (en Agustín Ferrari)

Decanato Libertad-Pontevedra
- San José (en Libertad)
- Nuestra Señora del Rosario de Fátima (en Libertad)
- Jesús de Nazareth (en Libertad)
- Cuasiparroquia Beata Mama Antula (en Libertad)
- Inmaculada Concepción (en Pontevedra)
- Virgen de la Paz (en Pontevedra)

Decanato Moreno Sur
- Nuestra Señora del Rosario -Iglesia Catedral- (en Moreno)
- Santa María de Guadalupe (en Moreno)
- San Martín de Porres (en Moreno Sur)
- San Francisco de Asís (en Francisco Álvarez)
- Cristo del Perdón (en La Reja)
- Inmaculada Concepción (en Paso del Rey)
- San Juan Bautista (en Paso del Rey)

Decanato Moreno Norte
- María Madre de Dios (en Moreno)
- María Auxiliadora (en Moreno Norte)
- San José (en Moreno Norte)
- Nuestra Señora de Itatí (en Trujui)
- Sagrado Corazón (en Cuartel V°)
- Cuasiparroquia San Juan Diego (en Cuartel V°)
- Cuasiparroquia Santa Brígida (en Cuartel V°)
- Nuestra Señora de Lourdes (en Trujui)
- Nuestra Señora de Luján (en Barrio Parque Paso del Rey)

## Historia
La presencia de la Iglesia católica en los actuales territorios de Merlo y Moreno se inició en 1728 cuando el hacendado Francisco de Merlo construyó un oratorio privado que dedicó a san Antonio de Padua y a la Inmaculada Concepción de María. El oratorio sirvió por cuarenta años como parroquia del curato de La Matanza. Su primer párroco fue Francisco Javier Moraga en 1731 y el segundo fue Juan Antonio Merlo, hijo de Francisco de Merlo, entre 1732 y 1779. En 1776 la parroquia fue trasladada al vecino pueblo de Morón y la capilla del pueblo de Merlo fue cerrada. Solo un grupo de frailes mercedarios quedó a cargo de un hospicio de San Ramón de las Conchas que fue abandonado a principios del siglo XIX. El pueblo de Merlo no tuvo parroquia propia entre 1776 y 1864; en ese año la administración municipal construyó la iglesia de Nuestra Señora de la Merced, y el primer párroco fue el capellán de la comunidad irlandesa Patrick Joseph Dillon. En 1970, Nuestra Señora de la Merced fue proclamada patrona del partido de Merlo.
Cerrada la capilla de Merlo, los feligreses del pueblo y el resto de la población que vivía al este del río de las Conchas debía asistir a la iglesia del pueblo de Morón, mientras que la población que vivía al oeste del río —el actual territorio de Moreno— debía asistir a la iglesia del pueblo de Luján. Poco después los vecinos del recién fundado pueblo de Moreno deciden construir su propia iglesia, la Iglesia de Nuestra Señora del Rosario, que fue inaugurada en 1865. Su primer párroco fue el padre Natalio Arellano.
En 1960 la Iglesia declara a Nuestra Señora del Rosario patrona del partido de Moreno, y en 1970 Nuestra Señora de la Merced es declarada patrona del partido de Merlo.
La diócesis fue erigida el 13 de mayo de 1997 con la bula Ministerium apostolicum del papa Juan Pablo II, tomando el territorio de la diócesis de Morón. Nuestra Señora de Guadalupe fue declarada como patrona de la nueva diócesis.
Originalmente sufragánea de la arquidiócesis de Buenos Aires, el 4 de octubre de 2019 el papa Francisco elevó a la arquidiócesis de Mercedes-Luján a metropolitana, trasfiriendo como una de sus sufragáneas a la de Merlo-Moreno.

### Actualidad
La Iglesia local está involucrada en un activo trabajo social en una población que sufre de graves problemas de pobreza, desocupación crónica y violencia delictiva. Además la Iglesia afronta el problema del masivo éxodo de sus fieles hacia las diversas Iglesias pentecostales. Otro problema que enfrenta la iglesia local es la falta de sacerdotes.

## Estadísticas
Según el Anuario Pontificio 2022 la diócesis tenía a fines de 2021 un total de 944 120 fieles bautizados.
| Año                                                                             | Población            | Población | Población      | Sacerdotes | Sacerdotes    | Sacerdotes    | Bautizados por sacerdote | Diáconos permanentes | Religiosos | Religiosos | Parroquias |
| Año                                                                             | Bautizados católicos | Total     | % de católicos | Total      | Clero secular | Clero regular | Bautizados por sacerdote | Diáconos permanentes | Varones    | Mujeres    | Parroquias |
| ------------------------------------------------------------------------------- | -------------------- | --------- | -------------- | ---------- | ------------- | ------------- | ------------------------ | -------------------- | ---------- | ---------- | ---------- |
| 1999                                                                            | 501 000              | 835 000   | 60.0           | 53         | 30            | 23            | 9452                     | 7                    | 79         | 170        | 34         |
| 2000                                                                            | 501 000              | 835 000   | 60.0           | 51         | 30            | 21            | 9823                     | 14                   | 66         | 158        | 35         |
| 2001                                                                            | 702 400              | 878 000   | 80.0           | 57         | 32            | 25            | 12 322                   | 10                   | 70         | 155        | 35         |
| 2002                                                                            | 700 328              | 850 410   | 82.4           | 56         | 34            | 22            | 12 505                   | 13                   | 61         | 156        | 35         |
| 2003                                                                            | 700 328              | 850 410   | 82.4           | 66         | 36            | 30            | 10 611                   | 13                   | 79         | 142        | 35         |
| 2004                                                                            | 701 737              | 850 591   | 82.5           | 62         | 36            | 26            | 11 318                   | 20                   | 63         | 165        | 35         |
| 2013                                                                            | 829 400              | 931 000   | 89.1           | 56         | 35            | 21            | 14 810                   | 28                   | 77         | 142        | 35         |
| 2016                                                                            | 870 000              | 1 062 000 | 81.9           | 59         | 34            | 25            | 14 745                   | 32                   | 85         | 129        | 35         |
| 2019                                                                            | 926 430              | 1 158 000 | 80.0           | 70         | 41            | 29            | 13 234                   | 37                   | 76         | 106        | 40         |
| 2020                                                                            | 935 700              | 1 169 500 | 80.0           | 63         | 37            | 26            | 14 852                   | 37                   | 68         | 90         | 40         |
| 2021                                                                            | 944 120              | 1 180 000 | 80.0           | 44         | 30            | 14            | 21 457                   | 36                   | 50         | 92         | 42         |
| Fuente: Catholic-Hierarchy, que a su vez toma los datos del Anuario Pontificio. |                      |           |                |            |               |               |                          |                      |            |            |            |

## Episcopologio
- Fernando María Bargalló (13 de mayo de 1997-26 de junio de 2012 renunció)[nota 1]
- Fernando Carlos Maletti † (6 de mayo de 2013-8 de marzo de 2022 falleció)
- Juan José Chaparro Stivanello, C.M.F., desde el 20 de octubre de 2022